# ブリトニー
『ブリトニー』（Britney）は、ブリトニー・スピアーズが2001年にリリースしたスタジオ・アルバム。

## 解説
これまでの2作のアルバムから音楽性を変え、より成熟したものに変化した。前作に伴うツアーの最中にヒップホップやR&Bに影響されており、それらの要素が強く取り入れられたほか、アルバムをファンキーでヤバいものにしたいと考えていたブリトニーは、ザ・ネプチューンズを愛聴していたこともあり、ファレル・ウィリアムスと仕事がしたいとレーベルに掛け合った。またブリトニーにはもっと上の世代にもアルバムを聴いてもらいたいという狙いもあった。
アルバムはアメリカで初週74万枚を売り上げ、初登場1位を記録。デビューから3作連続で首位を記録した初の女性ソロアーティストとなった。全世界では1000万枚以上の売り上げを記録した。
アルバムの発売から2週間後には同名のビデオも発売され、ミュージック・ビデオやコマーシャル、ライヴ・パフォーマンスなどが収録されている。

## 収録曲
1. アイム・ア・スレイヴ・フォー・ユー - I'm a Slave 4 U
2. オーヴァープロテクテッド - Overprotected
3. ロンリー - Lonely
4. ノット・ア・ガール - I'm Not a Girl, Not Yet a Woman
5. ボーイズ -  Boys
映画『オースティン・パワーズ ゴールドメンバー』のサウンドトラックに使用され、映画にも出演。ファレル・ウィリアムスによるリミックス、ザ・CO-ED・リミックスも制作され、このリミックスがシングルカットされた。
6. アンティシペイティング - Anticipating
7. アイ・ラヴ・ロックン・ロール - I Love Rock 'n' Roll
8. シンデレラ -  Cinderella
9. レット・ミー・ビー - Let Me Be
10. ボンバスティック・ラヴ - Bombastic Love
11. ザッツ・ホエア・ユー・テイク・ミー -  That's Where You Take Me
12. ホエン・アイ・ファウンド・ユー - When I Found You [Non-US edition only]
13. ビフォア・ザ・グッドバイ -  Before the Goodbye [Non-US edition only]
14. アイ・ラン・アウェイ - I Run Away [Non-US edition only]
15. ワット・イッツ・ライク・トゥー・ビー・ミー - What It's Like to Be Me（デュエット・ウィズ・ジャスティン・ティンバーレイク）